# Timuridsko cesarstvo
Timuridsko cesarstvo (perzijsko تیموریان), sebe so imenovali Gurkani (perzijsko گورکانیان, latinizirano: Gūrkāniyān), je bil perzijski  imperij, ki je obsegal današnji Iran, Kavkaz, Mezopotamijo, Afganistan, veliko Srednje Azije, kot tudi del sodobnega Pakistana, Sirije, Indije in Anatolije. Ustanovil ga je vojskovodja Timurlenk (znan tudi kot Timur) iz turko-mongolskega rodu, ki je vodil cesarstvo med 1370 in svojo smrtjo leta 1405.
Vladajoča dinastija Timuridov je izgubila večino Perzije do Ag-Kojunske konfederacije leta 1467, vendar so člani dinastije še naprej vodili manjše države v srednji Aziji in delih Indije, ki so znane kot Timuridski emirati. V 16. stoletju je Babur, timuridski princ iz Fergane (danes Uzbekistan), napadel Kabulistan (danes Afganistan) in ustanovil majhno kraljestvo, od tam pa 20 let kasneje napadel Indijo in ustanovil Mogulsko cesarstvo.

## Zgodovina
Timur je osvojil velik del Srednje Azije, predvsem Transoksanij in Veliki Horasan, od 1363 dalje z različnimi povezavami Samarkand v 1366 in Balkh leta 1369 in bil priznan kot vladar nad njimi v 1370. Uradno v imenu Suurgatmiša sli Čagataj Kana, je podjarmil Transoksaniio in Horezm v letih, ki so sledila. Že v 1360-tih je pridobil nadzor nad zahodnim Čagatajskim kanatom in medtem ko je bil emir nominalno podrejen Kanu, je bil v resnici zdaj Timur tisti, ki je nadziral kane, ki so postali zgolj njegove lutke. Zahodne Čagatajske kane so v 15. in 16. stoletju nenehno obvladovali timuridski knezi, zato se je njihov pomen sčasoma minimaliziral.

### Vzpon
Timur je začel pohod proti zahodu leta 1380, preplavil različne države naslednice Ilkanata. Leta 1389 je odstranil Kartide iz Herata in napredoval v celinsko Perzijo, kjer je doživel velike uspehe. Zajel je Isfahan leta 1387, premagal Muzafaride v Širazu leta 1393 in izgnal Džalajiride iz Bagdada. Leta 1394-95 je slavil nad Zlato hordo, po uspešni akciji v Gruziji, po kateri je razširil svojo suverenost na Kavkaz. Toktamiš, znamenit kan Modre Horde, je bil glavni tekmec Timurja v regiji. Leta 1398 je podjarmil tudi Multan in Dipalpur v današnjem Pakistanu. Timur je dal severno indijska ozemlja nedružinskemu članu Khizr kanu, čigar Sajidska rodbina je zamenjala poraženo rodbino Tughlak Sultanata Delhi. Delhi je postal Timurjev vazal, a pridobil neodvisnost v letih po Timurjevi smrti. V letih 1400-1401 je osvojil Alep, Damask in vzhodno Anatolijo, leta 1401 je uničil Bagdad in leta 1402 premagal Turke v bitki pri Ankari. Timur je bil največji muslimanski vladar tistega časa, saj je Otomansko cesarstvo pahnil v državljansko vojno. Samarkand je preoblikoval v veliko glavno mesto in sedež svojega cesarstva.
Timur je imenoval svoje sinove in vnuke na glavne guvernerske položaje v različnih delih svojega imperija, nekaj pa tudi tujcev. Po njegovi smrti leta 1405 je družina hitro padla v spore in državljanske vojne in mnogi guvernerji so postali dejansko neodvisni. Timuridski vladarji so vseeno nadaljevali prevlado v Perziji, Mezopotamiji, velikem delu Azerbajdžana, Afganistana, Pakistana in manjših delih Indije ter velikem delu Srednje Azije. Anatolska in kavkaška ozemlja  so izgubili v 1430-tih. Glede na dejstvo, da so bila perzijska mesta opustošena od vojn, je bil sedež perzijske kulture zdaj Samarkand in Herat, mesti, ki sta postali središče Timuridske renesanse. Timurjeva osvajanja so terjala smrt morebiti 17 milijonov ljudi.
Šahrukh Mirza, četrti vladar rodbino Timuridov, se je povezal s Kara Kojunl, plemensko zvezo Oguzov, s ciljem razširiti se v Iranu. Toda Jahan šah (beg v Kara Kojunlu) je po 1447 odpeljal Timuride v vzhodni Iran in tudi za kratek čas v 1458 zasedel Herat. Po smrti Jahan Shah, je Uzun Hasana, beg v Ak Kojunlu, med 1469 in 1471 osvojil imetje Kara Kojunlu v Iranu.

### Propad
V letu 1500, je razdeljeno in vojnem stanju, Timuridsko cesarstvo izgubilo nadzor nad večino svojega ozemlja in v naslednjih letih dejansko potisnjeno nazaj na vseh frontah. Perzija, Kavkaz, Mezopotamiji in vzhodna Anatolija so hitro padle pod šiitsko Safavidsko dinastijo, ki jo je v naslednjem desetletju vodil šah Ismail I.. Več srednjeazijskih dežel so preplavili Uzbeki Mohameda Šajbanija, ki je osvojil ključna mesta Samarkand in Herat leta 1505 in 1507 in ustanovil Buharski kanat. Iz Kabula je leta 1526 Mogulsko cesarstvo ustanovil Babur, potomec Timurja prek svojega očeta in morda potomec Džingiskana po mami. Dinastija je ustanovila splošno znano Mogulsko rodbino, čeprav so jo neposredno podedovali od Timuridov. V 17. stoletju je Mogulsko cesarstvo vladalo večini Indije, ki se je sčasoma v naslednjem stoletju zmanjšalo. Timuridska rodbina se je končala, ko je bil ukinjena preostala oblast Mugulov v Britanskem imperiju po uporu 1857.

## Kultura
Čeprav so Timuridi izhajali iz plemen Barlas (mongolsko: Barulas; čagataj/arab.: برلاس‎ Barlās; tudi Berlas), ki so bili Turko-mongolskega izvora , so sprejeli perzijsko kulturo, prevzeli islam in prebivali v Turkestanu in Horasanu. Tako je imela Timuridska era dvojni značaj, ki odraža tako izvor Turco-Mongolski in perzijsko literarno, umetniško in dvorno visoko kulturo dinastije.

### Jezik
V času Timuridov je bila srednjeazijska družba razcepljena in so imeli v vladi odgovornost razdeljeno na odločanje o vojaški in civilni etnični pripadnosti. Vsaj v zgodnjih fazah je bila vojaška skoraj izključno Turko-mongolska domena, civilno in upravno skoraj izključno perzijska. Govorjen jezik, ki so ga govorili vsi Turko-Mongoli v skupni rabi na celotnem območju, je bil čaghatajščina. Uvedena je bila v politično organizacijo že v stepsko-nomadskem sistemu v času Džingiskana. Glavni jezik obdobja pa je bil perzijski jezik, materni jezik tadžiške družbe in jezik, ki so se ga učili vsi pismeni in / ali mestni ljudje. Že Timur je bil prežet s perzijsko kulturo in v večini ozemelj, ki jih je osvojil, je bil primarni perzijski jezik uprave in literarne kulture. Zato je bil jezik v divanu (perzijščina: دیوان,  dīwān - je bil visok vladni organ v številnih islamskih državah) perzijski in njegovi pismouki so morali biti temeljito podkovani v perzijski kulturi, ne glede na njihovo narodnost. Perzijščina je postala uradni državni jezik v času Timuridskega cesarstva in je služil kot jezik uprave, zgodovine, leposlovja in poezije. Čagataski jezik je bil materni in "domači jezik" družine Timurid, medtem ko je arabščina služila kot jezik par excellence v znanosti, filozofiji, teologiji in religiji.

#### Perzijska
Perzijska književnost, še posebej perzijska poezija zaseda osrednje mesto v procesu asimilacije timuridske elite v perso-islamski dvorni kulturi. Timuridski sultani, zlasti Šāhrukh Mirza in njegov sin Mohamed Taragai Oloğ Beg, sta podpirala perzijsko kulturo. Med najpomembnejšimi literarnih del iz te dobe je perzijska biografija Timurja, ki je znana kot Zafarnāmeh (perzijsko: ظفرنامه), ki jo je napisal Sharaf ud-Din Ali Yazdī, in temelji na starejši Zafarnāmeh Nizam al-Din Shamija, uradnega Timurjevega biografa v času njegovega življenja. Najbolj znan pesnik timuridske ere je bil Nur ud-Din Jami, zadnji veliki srednjeveški Sufi mistik Perzije in eden največjih v perzijski poeziji. Poleg tega so bila nekatera od astronomskih del timuridskega sultana Ulug Bega napisana v perzijskem jeziku, čeprav je bila večina objavljena v arabščini. Timuridski vladar Baysunğur je naročil tudi novo izdajo perzijskega nacionalnega epa Šahname, znanega kot Shāhnāmeh Baysunğur in napisal uvod k njej. Po mnenju T. Lenza:
To je mogoče razumeti kot posebno reakcijo v luči Timurjeve smrti leta 807/1405 za novimi kulturnimi zahtevami, s katerimi se soočajo Shahhrokh in njegovi sinovi, ko moč turške vojaške elite že dolgo ne izhaja le od karizmatičnega stepskega vodje, skrbno obdelana z mongolsko aristokracijo. Zdaj je center v Horasanu, vladajoča hiša se bolj asimilira in je pokroviteljska do perzijske kulture kot sestavni del prizadevanj za zagotovitev legitimnosti in avtoritete dinastije v okviru islamske iranske monarhične tradicije, in Baysanghur Shahnameh je tako dragocen predmet kot rokopis, ki ga je treba brati in močno simbolizira timuridsko pojmovanje svojega mesta v tej tradiciji. Dragocen dokumentarni vir za timuridsko dekorativno umetnost, ki so vse prej kot izginili za obdobje, rokopis še vedno čaka obsežno monografsko študijo.

#### Čagataj
Timuridi so igrali tudi zelo pomembno vlogo v zgodovini turške literature. Na podlagi ugotovljene perzijske literarne tradicije, se je nacionalna turška literatura razvila v čagatajskem jeziku. Pesniki, kot so Mir Ali Šer Nawā'ī, sultan Husein Bājkarā in Zaher ud-Din Bābur so spodbudili druge turško govoreče pesnike pisati v svojem domačem jeziku, poleg arabščine in perzijščine. Bāburnāma, avtobiografija Bāburja (čeprav je zelo perzianizirana v svoji stavčni strukturi, morfologiji in besedišču), [23] kot tudi Mir Ali Sher Nawā'ī je poezija, so med najbolj znanimi turškimi literarnimi deli in so vplivale na mnoga druga dela.

### Umetnost
V času vladavine Timuridov je bila zlata doba perzijskega slikarstva. V tem obdobju je imela velik vpliv na perzijsko umetnost, kitajska umetnost in umetniki. Timuridski umetniki so razvili rafinirano perzijsko umetnost knjige, ki združuje papir, kaligrafijo, iluminacijo, ilustracije in vezavo v briljantno in barvito celoto. Mongolski običaji so bili vir slogovnih upodobitev perzijske umetnosti v času srednjega veka. Ti isti Mongoli pomešani s Perzijci in Turki Srednje Azije, so celo sprejemali njihovo vero in jezike. Vendar pa se je njihova enostavna kontrola sveta v tistem času, zlasti v 13-15. stoletju, odražala v idealiziranem videzu Perzijcev kot Mongolov. Čeprav se je etnično značaj počasi mešal z iranskim in mezopotamskim lokalnim prebivalstvom, se je mongolski stilizem nadaljeval tudi po tem času in prestopil v Malo Azijo in celo v severno Afriko.

### Timuridska arhitektura
Področje arhitekture so Timuridi nadgradili in razvili številne seldžuške tradicije. Turkizne in modre ploščice tvorijo zapletene linearne in geometrične vzorce na okrašenih fasadah stavb. Nekdaj je bila notranjost podobno okrašena s slikarstvom in štukaturnimi reliefi za bogat učinek. Timuridska arhitektura je vrhunec islamske umetnosti v Srednji Aziji. Spektakularna in dostojanstvena poslopja so postavili Timur in njegovi nasledniki v Samarkandu in Heratu ter pomagali razširiti vpliv ilkhanidske šole umetnosti v Indiji, kar je povzročilo rojstvo slovite Mogulske šole za arhitekturo. Timuridska arhitektura se je začela s svetiščem Ahmed Yasawija v današnjem Kazahstanu in dosegla vrhunec s Timurjevim mavzolejem Gur-e Amir v Samarkandu. Timurjev mavzolej iz 14. stoletja, je osvajalec prekril s turkiznimi perzijskimi ploščicami. V bližini, v središču starega mestnega jedra, je so opazne stavbe medrese (verske šole) in mošeje v perzijskem slogu, ki jih je postavil Ulug Beg. Mavzolej timuridskih knezov, s svojimi turkizno in modro-tlakovanimi kupolami ostaja med najbolj prefinjenimi in lepimi perzijskimi arhitekturami. Aksialna simetrija je značilnost vseh večjih timuridskih struktur, zlasti Shah-e Zenda v Samarkandu, Musallah kompleks v Heratu in mošeja Gowhar Shad v Mašhadu. Dvojnih kupol različnih oblik je na pretek in zunanjost je obdelana v briljantnih barvah. Timurjeva arhitektura je okrepila vpliv njegovega glavnega mesta in perzijske arhitekture na Indijo.
- Grobnica Akhangan, kjer je pokopana Gowharšādova sestra Gowhartāj. Arhitektura je lep primer Timuridske dobe v Perziji.
- Zunanjost mavzoleja Gur Emir
- Nagrobniki v mavzoleju Gur-Emir
- Fasada mošeje Bibi Kanum v Samarkandu

## Vladarji

### Cesarji
- Timurlenk
- Pir Muhammad ibn Džahangir
- Khalil Sultan
- Šahrukh Mirza
- Ulug Beg
- Abdal-Latif Mirza
- Abdalah Mirza
- Sultan Mohamed bin Bajsonkor
- Abul-Kasim Babur Mirza
- Sultan Ahmed Mirza
- Sultan Mahmud Mirza
- Mirza Šah Mahmud
- Ibrahim Mirza bin Ala-ud-Daulah
- Abu Sa'id Mirza
- Sultan Husayn Mirza Bajkara
- Jadgar Mohamed Mirza
- Badi' al-Zaman Mirza

### Guvernerji Iraka, Farsa, Azerbajdžana in drugih perzijskih ozemelj
- Qaidu bin Pir Muhammad bin Jahāngīr 808–811 (leto po hidžri (AH))
- Abu Bakr bin Mīrān Shāh 1405–07 (807–09 AH)
- Pir Muhammad bin Umar Sheikh 807–12 AH
- Rustam 812–17 AH
- Sikandar 812–17 AH
- Alaudaullah 851 AH
- Abu Bakr bin Muhammad 851 AH
- Sultān Muhammad 850–55 AH
- Muhammad bin Hussayn 903–06 AH
- Abul A'la Fereydūn Hussayn 911–12 AH
- Muhammad Mohsin Khān 911–12 AH
- Muhammad Zamān Khān 920–23 AH
- Shāhrukh II bin Abu Sa’id 896–97 AH
- Ulugh Beg Kābulī 873–907 AH
- Sultān Uways 1508–22 (913–27 AH)